# Mansueto di Urusi
Mansueto (latino: Mansuetus Uricitanus; IV secolo – V secolo) è stato vescovo di Urusi nella provincia africana di Proconsolare, e subì il martirio sotto il re vandalo Genserico, sostenitore dell'arianesimo..
Fu bruciato vivo tra il 430 e il 431 secondo la notizia tramandata dall'Historia persecutionis vandalicae di Vittore di Vita.
Floro introdusse il nome di Mansueto nel suo martirologio al 1º dicembre; fu seguito da Adone e Usuardo, che però spostarono la sua festa al 28 novembre.
Il suo elogio si legge nel Martirologio romano al 28 novembre, assieme a Papiniano di Vita, con queste parole:
(Martirologio romano 2004, p. 912.)